# Halowe Mistrzostwa Europy w Lekkoatletyce 2013 – sztafeta 4 × 400 m mężczyzn
Sztafeta 4 × 400 metrów mężczyzn – jedna z konkurencji rozegranych podczas halowych lekkoatletycznych mistrzostw Europy w Göteborgu.
Do udziału w czempionacie zostało zaproszonych pięć najszybszych sztafet sezonu 2012 w Europie: Brytyjczyków (2:59,53), Rosjan (3:00,09), Belgów (3:01,09), Niemców (3:01,77) i Polaków (3:02,37). Z wysłania sztafety zrezygnowali Niemcy i ich miejsce zajęła, szósta w rankingu europejskich sztafet w 2012, sztafeta Czech (3:02,72). Skład konkurencji uzupełnia sztafeta Szwecji, gospodarzy zawodów. Na starcie zabraknie zatem obrońców tytułu – Francuzów (7. lokata w europejskich tabelach w 2012 – 3:03,04).

## Terminarz
| Data    | Godzina |       |
| ------- | ------- | ----- |
| 3 marca | 18:45   | Finał |

## Rezultaty

### Finał
| Pozycja | Tor | Reprezentacja                                                                            | Czas    | Uwagi |
| ------- | --- | ---------------------------------------------------------------------------------------- | ------- | ----- |
|         | 5   | Wielka Brytania · Michael Bingham · Richard Buck · Nigel Levine · Richard Strachan       | 3:05,78 |       |
|         | 6   | Rosja · Pawieł Trienichin · Jurij Trambowiecki · Konstantin Swieczkar · Władimir Krasnow | 3:06,96 |       |
|         | 1   | Czechy · Daniel Němeček · Josef Prorok · Petr Lichý · Pavel Maslák                       | 3:07,64 |       |
| 4.      | 4   | Belgia · Antoine Gillet · Kevin Borlée · Arnaud Ghislain · Tim Rummens                   | 3:07,98 |       |
| 5.      | 2   | Szwecja · Felix Francois · Nil de Oliveira · Johan Wissman · Dennis Forsman              | 3:09,42 |       |
| —       | 3   | Polska · Michał Pietrzak · Rafał Omelko · Łukasz Domagała · Grzegorz Sobiński            | DSQ     |       |